# Les Trois Chevaliers et la Reine de Chamakha
Série
Ilya Mouromets et le rossignol voleur
(2007) Les Trois Chevaliers : Sur des rivages lointains
(2012)
Pour plus de détails, voir Fiche technique et Distribution.
Les Trois Chevaliers et la Reine de Chamakha (Три богатыря и Шамаханская царица, Tri bogatyria i Chamakhanskaya tsaritsa) est un film d'animation russe de Sergueï Glezine, sorti en 2010.

## Synopsis
Les trois chevaliers (Ilya Mouromets, Dobrynia Nikititch et Aliocha Popovitch) doivent affronter la Reine de Chamakha qui essaie de retrouver sa beauté et sa jeunesse en utilisant la magie.

## Fiche technique
- Titre original : Три богатыря и Шамаханская царица, Tri bogatyria i Chamakhanskaya tsaritsa
- Titre français : Les Trois Chevaliers et la Reine de Chamakha
- Réalisation : Sergueï Glezine
- Scénario : Aleksandre Boyarskiy, Vitali Kozlov et Olga Nikiforova
- Musique : Zakhar Antonov
- Pays d'origine : Russie
- Format : Couleurs - 35 mm - 1,85:1 - Dolby Digital
- Genre : action, animation, aventure, fantasy
- Durée : 75 minutes
- Date de sortie :
  - Russie : 30 décembre 2010

## Distribution

### Voix originales
- Anna Geller : la Reine de Chamakha
- Dmitri Bykovski-Romachov : Ilya Mouromets
- Valeri Soloviov : Dobrynia Nikititch
- Oleg Koulikovitch : Aliocha Popovitch
- Sergueï Makovetski : le prince de Kiev
- Konstantin Bronzit  : corbeau

## Production

### Genèse et développement
Le personnage de la Reine de Chamakha est issue du conte en vers de Pouchkine Le Coq d'or paru en 1834.